# DiscoverEU
Der Begriff DiscoverEU (oder #DiscoverEU) bezeichnet ein Mobilitätsprogramm auf Ebene der EU, das jungen erwachsenen EU-Bürgern die kostenlose Nutzung eines Interrailtickets ermöglicht.

## Entwicklung
Im Sommer 2015 wurde die Idee in verschiedenen Artikeln von Vincent-Immanuel Herr und Martin Speer vorgestellt. Zum Konzept gehörte, allen EU-Bürgern zum 18. Geburtstag einen Gutschein für ein 30-Tage-Interrailticket zuzuschicken. Der Gedanke dahinter war die Hoffnung auf einen Schutz gegen Tendenzen der Renationalisierung in Europa durch persönliche Begegnungen zwischen Menschen unterschiedlicher Kulturen. Im September 2016 gewannen die Idee den 2. Platz auf dem Zeit Online Z2X Festival der neuen Visionäre.
Kurz nach Erscheinen der Artikel im Sommer 2015 griff der ungarische Europaabgeordnete István Ujhelyi (S&D) den Vorschlag auf und erwähnte ihn in einer schriftlichen Frage an die Europäische Kommission. 2016 reichten sowohl Ujhelyi als auch die Europaabgeordneten der Grünen/EFA Rebecca Harms, Karima Delli und Michael Cramer Anträge auf Pilotprojekte zu der Idee für den Haushalt 2017 ein. Am 14. September 2016 sprach sich EVP-Vorsitzender Manfred Weber in einem Kommentar zur Rede zur Lage der Union für den Vorschlag aus. In einer Parlamentsdebatte am 4. Oktober 2016 wurde die Idee u. a. von MdEPs der EVP, der S&D, der Grünen/EFA und der ALDE unterstützt. Die Europäische Kommissarin für Verkehr Violeta Bulc kündigte eine Prüfung durch die Kommission an und lobte den Vorschlag: „We admire the boldness and the level of ambition – and we are ready to explore it further … the Commission likes this idea.“
Im November 2016 wurde bekannt, dass die Kommission plane, noch 2017 ein erstes Pilotprojekt zu starten. Das im März 2017 präsentierte Mobilitätsprojekt weicht grundlegend von der ursprünglichen Idee ab und hat den Umfang von 2,5 Millionen Euro, die als Reisezuschuss jungen Menschen nach einem komplizierten Verfahren zur Verfügung gestellt werden. „Die EU-Kommission vergibt eine große Chance“ kommentierte Manfred Weber das Pilotprojekt. Auch Politiker auf nationaler Ebene tragen den Vorschlag voran, darunter der österreichische Präsident van der Bellen, die schwedische Außenministerin Wallström, der ehemalige italienische Premier Renzi.
Im März 2018 kündigte die Europäische Kommission ein weiteres Pilotprojekt im Umfang von 12 Millionen Euro an.
Im Mai 2018 gab die Europäische Kommission bekannt, 700 Millionen Euro für den Zeitraum von 2021 bis 2027 für DiscoverEU zur Verfügung zu stellen.
Seit dem Jahr 2021 ist das Programm Teil von Erasmus+ und es werden zweimal jährlich jeweils rund 35.000 Tickets vergeben. Bis April 2025 haben sich 1,5 Millionen junge Menschen beworben und es wurden 355.000 Tickets verteilt.

## Auszeichnungen
Die Kampagne und Ideen wurde mit Auszeichnungen honoriert. So gingen im Jahr 2017 der Vorbildpreis der Bayreuther Dialoge, und der Politikaward in der Kategorie „Kampagne mit kleinem Budget“, im Jahr 2018 der Berliner Europapreis Blauer Bär und der Jean Monnet Prize for European Integration an die Initiative.